# Battle Beast
Battle Beast är ett fightingspel utvecklat av 7th Level och utgivet av BMG Interactive. Det släpptes 1995. Spelet är ett tvådimensionellt fightingspel med tecknad grafik. Striderna utspelar sig man mot man, eller rättare sagt, monster mot monster. Innan striden börjar får spelaren välja en av de sex slagskämpar som finns tillgängliga. För den som inte vill spela mot datorn finns möjligheten att spela mot en mänsklig motståndare.
I enspelar-läget går spelet ut på att vinna ett visst antal ronder mot datorstyrda slagskämpar. När, eller om, detta lyckas väntar den onde Toadman i en avslutande strid.